# Willkommen (Lied)
Willkommen ist ein Lied des Popduos Rosenstolz. Es wurde am 13. September 2004 beim Label Universal Music Group veröffentlicht und von Ulf Leo Sommer sowie den beiden Musikern von Rosenstolz selbst geschrieben. Das Lied ist auf dem Rosenstolz-Album Herz enthalten.

## Chartplatzierungen
| ChartsChartplatzierungen | Höchstplatzierung | Wochen |
| ------------------------ | ----------------- | ------ |
| Deutschland (GfK)        | 8 (12 Wo.)        | 12     |
| Österreich (Ö3)          | 44 (8 Wo.)        | 8      |